# Erhard Weimann
Erhard Weimann (* 17. April 1954 in Würzburg) ist ein deutscher Politiker (CDU). Er war von 2008 bis 2019 Staatssekretär in der Sächsischen Staatskanzlei.

## Leben
Nach einer Ausbildung für den gehobenen nichttechnischen Verwaltungsdienst in den Jahren 1971 bis 1973 studierte Weimann von 1973 bis 1975 an der Fachhochschule für öffentliche Verwaltung in Kehl und schloss als Diplom-Verwaltungswirt (FH) ab. 
Ab 1975 war er beim Regierungspräsidium Karlsruhe tätig, wechselte 1978 ins baden-württembergische Innenministerium und 1983 zum Landtag Baden-Württemberg, wo er als parlamentarischer Berater und persönlicher Referent des CDU-Fraktionsvorsitzenden Erwin Teufel wirkte. 
Ab 7. Januar 1990 war Weimann Koordinator im Wahlkampf zur ersten frei gewählten Volkskammer für die Allianz für Deutschland und bei der ersten freien Kommunalwahl auf dem Gebiet des künftigen Freistaates Sachsen. Von August bis Oktober 1990 gehört er zu Wahlkampfleitung des späteren sächsischen Ministerpräsidenten Kurt Biedenkopf. Im Oktober 1990 wechselte Weimann nach Sachsen und wurde Fraktionsgeschäftsführer und Leiter des parlamentarischen Beratungsdienstes der CDU-Fraktion des Sächsischen Landtages. Mit Ausnahme von einem Dreivierteljahr in den Jahren 1993/1994, in denen er als Landesgeschäftsführer der CDU Baden-Württemberg tätig war, blieb er bis Ende Juni 2008 in dieser Funktion beschäftigt.

## Politik
Der CDU gehört Weimann seit 1972 an, parallel wurde er auch Mitglied der Jungen Union.
Von 2008 bis 2019 war Weimann Staatssekretär in der Sächsischen Staatskanzlei. Er war Bevollmächtigter des Freistaates beim Bund und Leiter der Vertretung Sachsens in Berlin und bis zur Neuordnung der Ministerien 2009 auch Leiter des Verbindungsbüros Sachsen in Brüssel. Sein Vorgänger Michael Wilhelm wechselte als Staatssekretär ins Sächsische Innenministerium.